# Kamaitachi
Kamaitachi (鎌鼬?) är en yokai inom japansk mytologi och folklore, främst inom Koshinetsu-regionen.

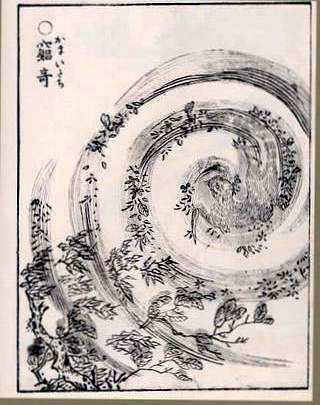
Kamaitachi tecknad av Toriyama Sekien

Kamaitachi framställs oftast som tre vesslor med skarpa klor som rider på vindpustar och skär huden på människors ben. Den första vesslan skulle enligt den här framställningen fälla sitt offer, den andra skära offret på benen, och den tredje ge offret medicinsk hjälp. När offret hade förstått vad som hade hänt hade han eller hon enbart smärtsamma sår som inte blöder.